# Actief luidsprekersysteem
Een actief luidsprekersysteem is een combinatie van een of meer luidsprekers met ingebouwde versterkers. Doordat de versterkers reeds zijn ingebouwd, zijn de versterker en de componenten al optimaal op elkaar afgestemd. 
Een luidsprekersysteem bestaat doorgaans uit twee of meer luidsprekerboxen (bij monoweergave slechts een). Voor een goede geluidsweergave bestaat een duurder luidsprekersysteem per luidsprekerbox uit verschillende luidsprekers voor de lage tonen (Engels: woofer), de middentonen (Engels: midtone) en de hoge tonen (Engels: tweeter). Het geluidssignaal moet met een scheidingsfilter opgesplitst worden in deelsignalen met de voor die luidsprekers geschikte frequenties. Een scheidingsfilter kan passief zijn, dan bestaat het enkel uit condensatoren en spoelen en eventueel weerstanden. Het scheidingsfilter kan ook actief zijn, dan bevat het versterkers en moet het dus ook een aansluiting aan een energiebron hebben. 
Het voordeel van een actief luidsprekersysteem is dat dit het audiosignaal optimaal verdeelt over de deelsystemen, die toegerust zijn met versterkers, speciaal aangepast aan de bediende luidspreker. Ook vindt er geen verlies en vervorming plaats ten gevolge van de vaak lange leidingen van de versterker naar het luidsprekersysteem en de scheidingsfilters. Een nadeel is, naast de hogere kosten, de lange signaalleiding naar het luidsprekersysteem, die gevoelig is voor ruis en het oppikken van storing. Ook de nodige stroomkabels vormen een nadeel. 